# Episodi di American Dad! (ventunesima stagione)
La ventunesima stagione di American Dad! è stata trasmessa negli Stati Uniti dal 28 ottobre 2024 al 24 marzo 2025 su TBS.
In Italia la stagione è inedita.
| N° | Codice di produzione | Titolo originale                               | Titolo italiano | Prima TV USA     | Prima TV Italia |
| -- | -------------------- | ---------------------------------------------- | --------------- | ---------------- | --------------- |
| 1  | JAJN01               | The Grocery Store Bank                         |                 | 28 ottobre 2024  |                 |
| 2  | JAJN02               | Brown Lotus                                    |                 | 4 novembre 2024  |                 |
| 3  | JAJN03               | I've Got a Friend in Me                        |                 | 11 novembre 2024 |                 |
| 4  | JAJN04               | Touch the Sun: A Chimborazo Adventure          |                 | 18 novembre 2024 |                 |
| 5  | JAJN05               | Under (and Over, and Beside) the Boardwalk     |                 | 25 novembre 2024 |                 |
| 6  | JAJN06               | The Violence of the Clams                      |                 | 2 dicembre 2024  |                 |
| 7  | JAJN07               | An Adult Woman                                 |                 | 9 dicembre 2024  |                 |
| 8  | JAJN08               | Piece by Piece                                 |                 | 16 dicembre 2024 |                 |
| 9  | JAJN10               | Nasty Christmas                                |                 | 23 dicembre 2024 |                 |
| 10 | JAJN09               | Idiot Rich                                     |                 | 30 dicembre 2024 |                 |
| 11 | JAJN11               | Killer Mimosa                                  |                 | 6 gennaio 2025   |                 |
| 12 | JAJN12               | The Legend of Mike Madonia, the Rototiller Man |                 | 13 gennaio 2025  |                 |
| 13 | JAJN13               | The Clearview Motel                            |                 | 20 gennaio 2025  |                 |
| 14 | JAJN14               | The Girl Who Cried Space Jam                   |                 | 27 gennaio 2025  |                 |
| 15 | JAJN15               | Get Him to the Greek Lifestyle                 |                 | 3 febbraio 2025  |                 |
| 16 | JAJN16               | The Mystery of the Missing Bazooka Shark Babe  |                 | 10 febbraio 2025 |                 |
| 17 | JAJN17               | Pork 'N Feelings                               |                 | 17 febbraio 2025 |                 |
| 18 | JAJN18               | Oh Brothel, Where Art Thou?                    |                 | 24 febbraio 2025 |                 |
| 19 | JAJN21               | The Sickness                                   |                 | 3 marzo 2025     |                 |
| 20 | JAJN20               | Silicon Steve                                  |                 | 10 marzo 2025    |                 |
| 21 | JAJN22               | Guardian                                       |                 | 17 marzo 2025    |                 |
| 22 | JAJN19               | What Great Advancements!                       |                 | 24 marzo 2025    |                 |